# We Get By
We Get By je studiové album americké zpěvačky Mavis Staples. Vydáno bylo 24. května roku 2019 společností ANTI-. Album produkoval Ben Harper, který je zároveň autorem všech jedenácti písní na albu. Titulní píseň „We Get By“ je jejich duetem. Dvojice spolupracovala již v roce 2016 na písni „Love and Trust“ ze zpěvaččina alba Livin' on a High Note. První singl z alba We Get By („Change“) byl vydán 20. března 2019, kdy byly zároveň zveřejněny detaily o nadcházejícím albu. Před vydáním celé desky pak vyšly ještě dvě písně, „Anytime“ (17. dubna) a „We Get By“ (15. května). Na obalu alba byla použita fotografie nazvaná Outside Looking In, jejímž autorem je Gordon Parks, a která byla původně zveřejněna v jeho fotoeseji The Restraints: Open and Hidden.

## Seznam skladeb
Autorem všech skladeb je Ben Harper, píseň „Anytime“ napsal spolu s Jasonem Mozerskym.
| Pořadí         | Název                | Délka |
| -------------- | -------------------- | ----- |
| 1.             | Change               | 2:56  |
| 2.             | Anytime              | 2:48  |
| 3.             | We Get By            | 3:35  |
| 4.             | Brothers and Sisters | 3:33  |
| 5.             | Heavy on My Mind     | 3:40  |
| 6.             | Sometime             | 2:40  |
| 7.             | Never Needed Anyone  | 3:37  |
| 8.             | Stronger             | 3:14  |
| 9.             | Chance on Me         | 3:30  |
| 10.            | Hard to Leave        | 3:06  |
| 11.            | One More Change      | 4:13  |
| Celková délka: | Celková délka:       | 36:48 |

## Obsazení
- Mavis Staples – zpěv
- Donny Gerrard – zpěv
- Ben Harper – zpěv
- C. C. White – doprovodné vokály
- Laura Mace – doprovodné vokály
- Rick Holmstrom – kytara
- Jeff Turmes – baskytara
- Stephen Hodges – bicí